# Kłodzino (Kamień)
Pour les articles homonymes, voir Kłodzino.
Kłodzino est une localité polonaise de la gmina mixte de Golczewo, située dans le powiat de Kamień en voïvodie de Poméranie-Occidentale. Elle se situe à environ 21 km au sud-est de la ville de Kamień Pomorski et 53 km au nord-est de la capitale régionale Szczecin.

## Géographie

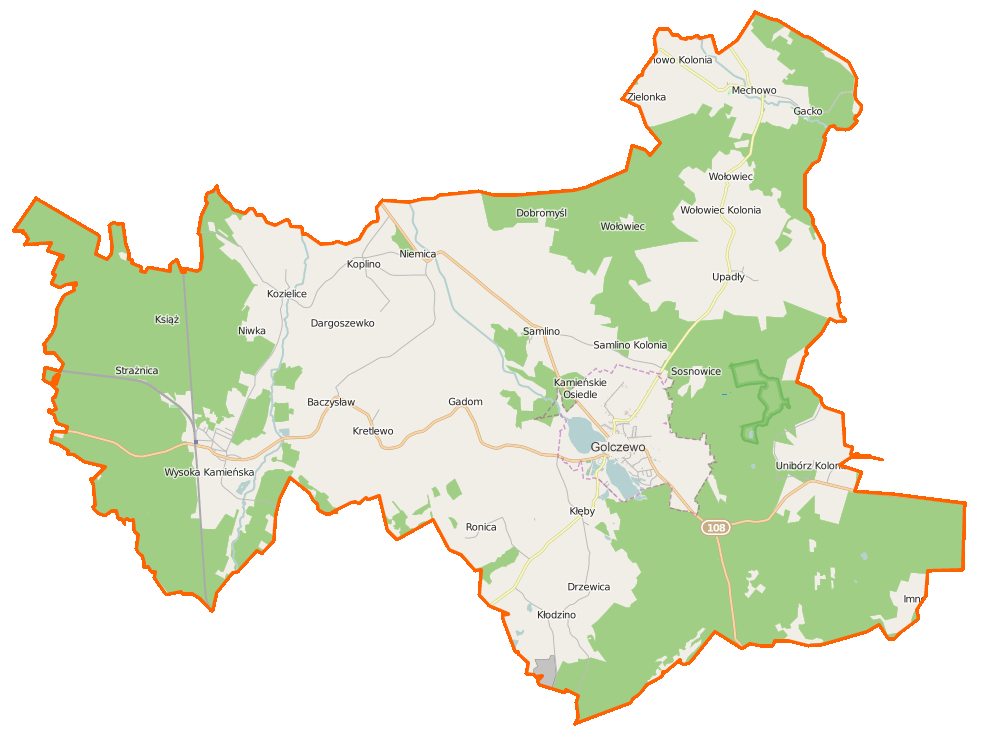
Carte de la gmina de Golczewo.